# ألان هاينز
ألان هاينز (بالإنجليزية: Alan Haynes) هو عازف قيثارة ومغني أمريكي، ولد في 19 فبراير 1956.

## وصلات خارجية
- ألان هاينز على موقع ميوزك برينز (الإنجليزية)
- ألان هاينز على موقع ديسكوغز (الإنجليزية)